# Copaxa medea
Copaxa medea es una especie de mariposa nocturna de gran tamaño de la familia Saturniidae. Se distribuye en los Andes de Bolivia, Ecuador y Perú en alturas que van hasta los 4000 m s.n.m.
En Perú y Bolivia a este tipo de mariposas nocturnas se las llama comúnmente taparaco.

## Descripción
Los adultos de C. medea poseen una mancha hialina circular (u ojo) y sin escamas en cada ala, pero difieren de todos los demás lepidópteros Copaxa por poseer manchas blancas en las alas con un borde perimetral concéntrico negro amarillo negro. En las alas posteriores, predomina el color amarillo que es más ancho. Además, las cuatro alas incluyen una línea posmedial blanca en el borde exterior de las alas. La especie presenta dimorfismo sexual: la hembra presenta un color bronceado más pálido y carece totalmente de las marcas masculinas.

## Distribución y hábitat
Copaxa medea se encuentra en altitudes elevadas a muy altas que van desde los 1200 hasta los 4000 m s.n.m. en contextos bastante áridas, a menudo con poca vegetación, como valles arbustivos semiáridos. Son atraídas por las luces cerca de la medianoche. La especie se distribuye en las zonas más secas de los Andes desde el centro de Ecuador al sur a través de Perú hasta el norte de Bolivia.

## Taxonomía
Copaxa medea fue descrita por primera vez por el entomólogo alemán Peter Maassen como Saturnia medea a partir de tres ejemplares recolectados en Pichincha a 3600 m, Riobamba a 3000 m y Huamboya, entre los 1200 a 2200 m. La descripción fue publicada en Lepidopteren : gesammelt auf einer Reise durch Colombia, Ecuador, Perú, Brasilien, Argentinien und Bolivien in den Jahren 1868-1877, páginas 133-134 en 1890.
C. medea es una especie variable en tamaño y color, por lo que posee varios sinónimos:
- Saturnia medea Maassen, 1890
- Saturniodes medea medea Draudt, 1921
- Copaxa (Saturniodes) medea Michener, 1952
- Copaxa (Saturniodes) ockendeni Druce, 1906
- Copaxa (Saturniodes) medea carina Jordan, 1911
- Copaxa (Saturniodes) medea charila Jordan, 1911
- Copaxa (Saturniodes) medea miles Jordan, 1911
- Copaxa orios Dyar, 1913